# Bolsa de medicina

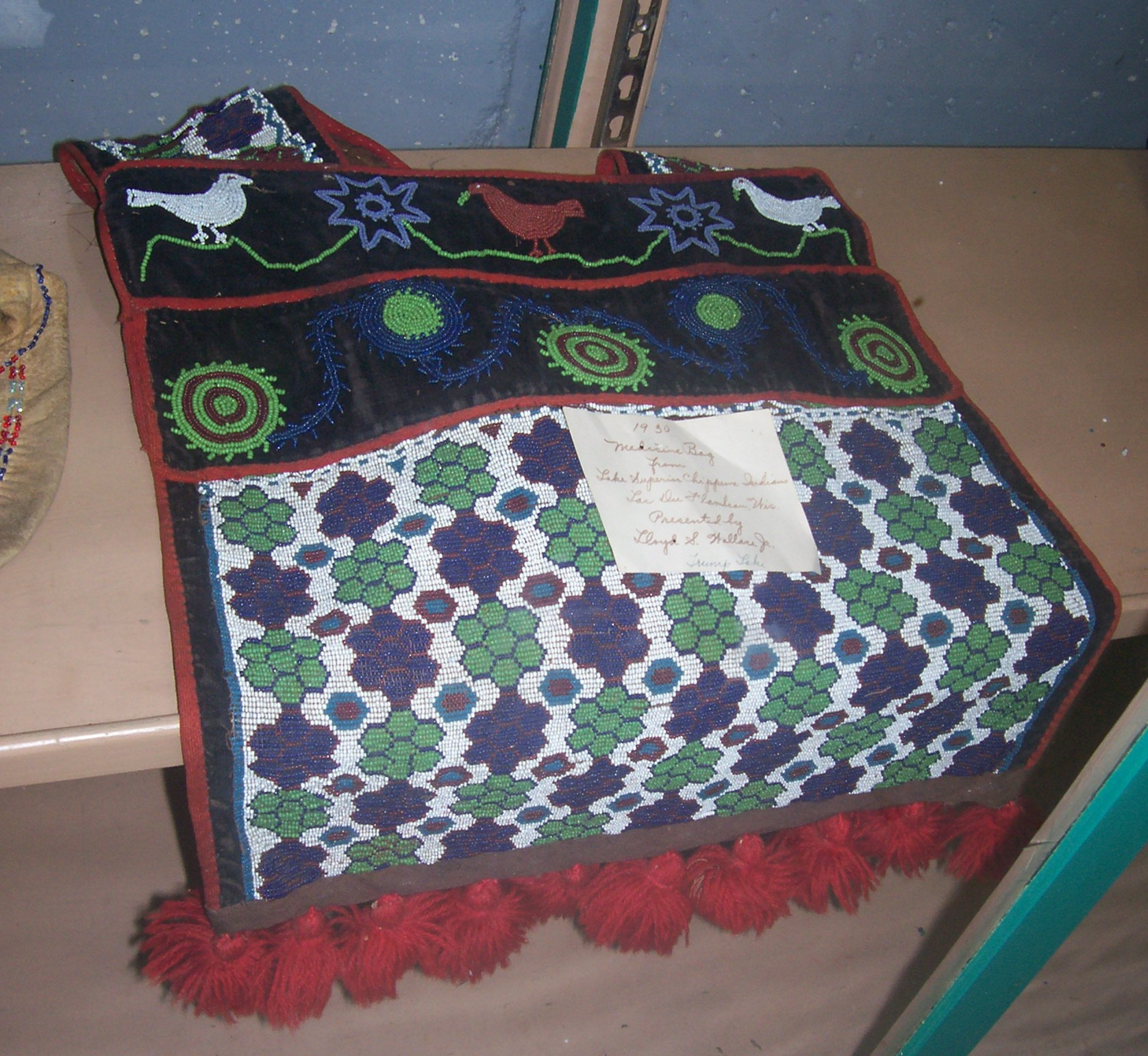
Una bolsa de medicamentos de bandolera en el Wabeno Logging Museum, en Wabeno, Wisconsin, Estados Unidos

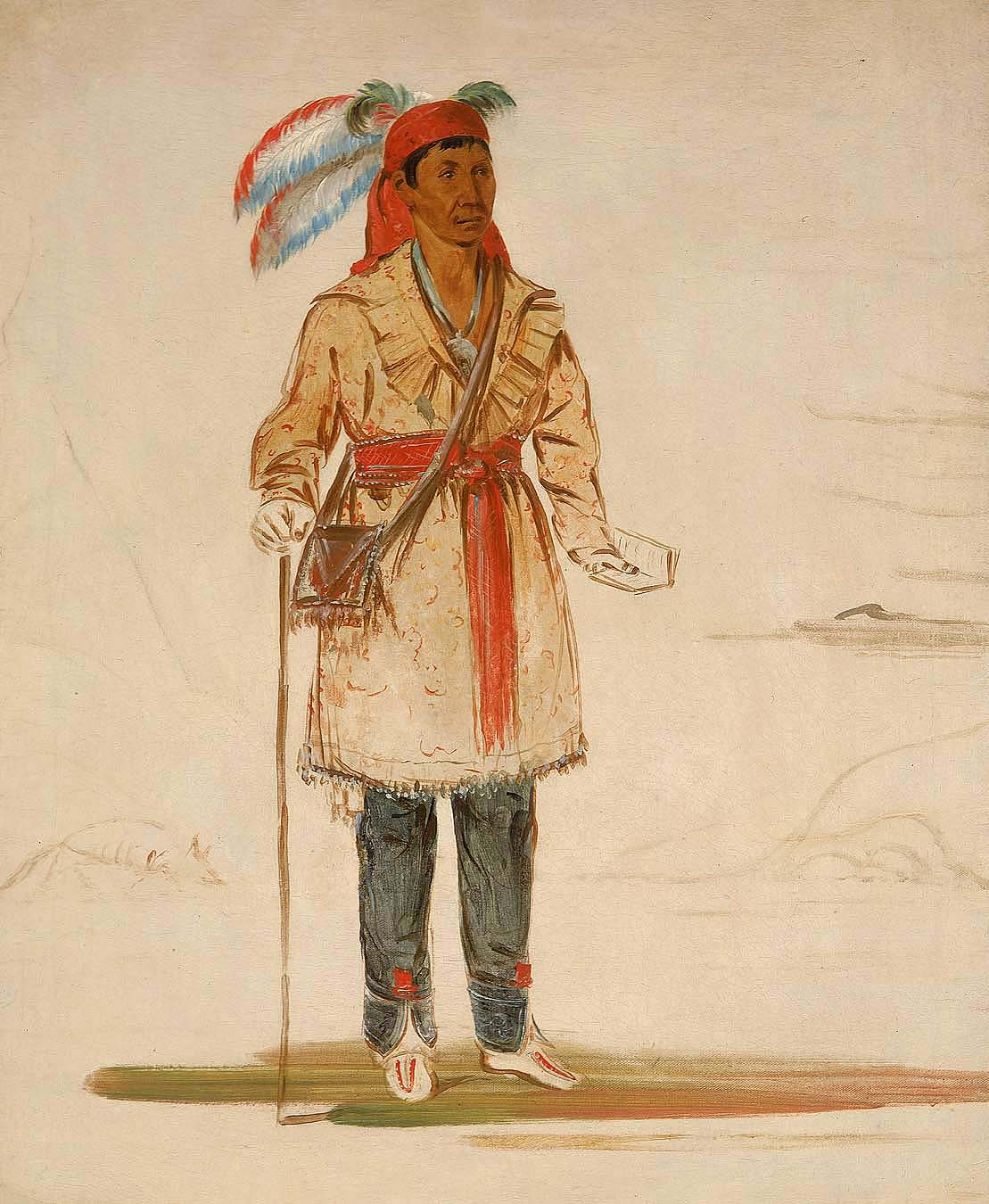
Retrato del caudillo Ee-tów-o-kaum, llevando una bolsa de medicina. Pintado por George Catlin

Una bolsa de medicina, en inglés “medicine bag”, era una bolsa con supuestas propiedades espirituales que llevaban los nativos estadounidenses. La denominación en lenguas indígenas debería traducirse por bolsa misterio o bolsa de misterio.
En relación con los indios estadounidenses, la palabra " medicina ", componente de la expresión, no significa curación, sino el "poder misterioso y trascendente detrás de todos los fenómenos visibles".

## Descripción
Las bolsas de medicina eran generalmente pequeñas, aunque podían tener dimensiones mayores algunas veces. Estaban hechas de pieles adobadas de animales salvajes. Y solían estar decoradas. A veces eran de tela. Las más pequeñas podían llevarse colgadas en el cuello (como una especie de escapulario). Las más grandes, en forma de zurrón, disponían de una bandolera.
En la mayoría de los casos, sólo el propio usuario era consciente de su contenido. Para muchas tribus, la bolsa de medicamentos se consideraba la posesión más sagrada de una persona y se perdía la suerte si la perdía.

## Contenido
Las propiedades espirituales o mágicas residían en los contenidos de las bolsas. Cada bolso guardaba objetos recogidos por el propietario a lo largo de su vida, desde la adolescencia.
En la tradición inca de América del Sur, existe una bolsa de medicina chamánica llamada mesa .

## Aspectos legales
En algunas leyes de Estados Unidos de América, referidas a la libertad religiosa de los nativos americanos, se hace referencia a las bolsas de medicina. 

## Bolsa del guerrero y bolsa del chamán
Mientras que la bolsa de medicina de un guerrero (en el sentido de talismán ) no se solía abrir casi nunca, la bolsa de medicina de un chamán era más bien un gran zurrón donde se guardaban los objetos sagrados necesarios para sus rituales . Éstos podían cambiar con el tiempo, por ejemplo si el chamán cedía simbólicamente parte de su poder a otro a través de un objeto, o si una experiencia mística propiciaba la recogida de un nuevo objeto. 